# Carlos Aldunate Solar
Carlos Aldunate Solar (Santiago, 11 de mayo de 1856-Santiago, 14 de junio de 1931) fue un abogado y político chileno, miembro del Partido Conservador. Se desempeñó como senador, y ministro de Estado durante el primer gobierno del presidente Arturo Alessandri y la Junta de Gobierno presidida por Luis Altamirano Talavera entre septiembre de 1924 y enero de 1925.

## Familia y estudios
Nació en Santiago, el 11 de mayo de 1856; hijo de Pedro Aldunate Carrera y Amalia Solar Valdés. Realizó sus estudios primarios y secundarios en el Instituto Nacional, y los superiores en la carrera de derecho en la Universidad de Chile, bajo la dirección de Miguel Luis Amunátegui. Juró como abogado el 10 de enero de 1876.
Se casó el 6 de enero de 1884, con Pelagia Errázuriz Echaurren, con quien tuvo doce hijos: Carlos, Fernando, Jorge, Mario, Teresa, Inés, Blanca, Cristina, Sofía, Luz, Josefina y Pelagia. Carlos, casado con Adriana Lyon Lynch, tuvo entre sus hijos a Carlos Aldunate Lyon, sacerdote jesuita.

## Carrera profesional
Durante diecisiete años ejerció su profesión en la Sociedad del Canal de Maipo. A él se debe la edificación de los estatutos de esta Sociedad los que, anotados con una serie de ilustraciones jurídicas, han fijado el carácter de las sociedades de canalistas y la jurisprudencia de los Tribunales de Justicia sobre los juicios de esta naturaleza. También redactó la parte jurídica del Reglamento de dicha Sociedad, relativo a la cesión de fuerza motriz en los canales de dominio privado. Asimismo, por un periodo de quince años tuvo a su cargo todos los asuntos judiciales de la Junta de Beneficencia de Santiago.
Fue también, consejero de los bancos Agrícola e Hipotecario de Chile, además de uno de los fundadores de este último que se formó mediante la fusión de diferentes instituciones bancarias.
Por otra parte, fue autor de la obra Régimen jurídico de las aguas en Chile y de una Recopilación de leyes, decretos y documentos sobre el salitre. Fue uno de los miembros de la Comisión Revisora del Código de Minas. Escribió en la prensa sobre la reforma del título de las Compañías mineras del Código vigente; la abrogación del privilegio de inembargabilidad de las minas y la estabilidad de la propiedad salitrera. Fue miembro de la Academia de Ciencias Sociales y Políticas de Filadelfia.
Además fue académico, siendo profesor de derecho civil de la Universidad de Chile entre 1886 y 1987; y para optar a estas clases presentó una memoria sobre Cesión de Derechos Personales. Este último año también fue secretario de la Escuela de Leyes de la misma casa de estudios. De la misma manera, entre 1897 y 1904, sirvió en la Pontificia Universidad Católica (PUC) las cátedras de derecho civil y práctica forense.
Participó en la creación de obras públicas, bajo su iniciativa se construyó el Ferrocarril del Llano de Maipo que dio intensa vida a una de las regiones más importantes del país.
Fue propietario del fundo "Lo Fontecilla" en la localidad de Lampa.

## Carrera política
Militó en el Partido Conservador, el cual presidió durante varios periodos. En 1878 fue miembro titular de la Comisión Examinadora de Colegios Particulares en el área Literatura e Historia Literaria.
Como parlamentario, fue elegido por primera vez, como diputado suplente por Caupolicán, por el periodo 1879-1882. En esa oportunidad fue uno de los miembros del jurado que designó los partidos para dirimir los reclamos de la elección presidencial de 1896.
En 1908, sin ser congresal, fue llamado por la Comisión de Riego de la Cámara de Diputados y colaboró con el proyecto sobre la materia aprobado por unanimidad. En el mismo año, fue delegado jurídico de Chile en las Conferencias de Washington para poner fin al litigio chileno-peruano.
Al año siguiente, fue elegido como senador por O'Higgins, por el periodo legislativo 1909-1915. Durante su gestión presidió el Senado entre el 14 de octubre de 1913 y el 14 de octubre de 1914. También trabajó en la confección de la ley de Asociación de Canalistas, aceptada por los agricultores. Asimismo, legisló para que se tramitara la organización de la propiedad indígena, definición y delimitación de la propiedad raíz en el sur del país. Dentro de su trabajo parlamentario, fue miembro de la Comisión de Colonización en el sur y escribió un libro sobre esta visita y presentó cuatro proyectos de la mayor importancia al respecto, que fueron despachados por el Senado. En materia electoral sostuvo el régimen de mayores contribuyentes, para la depuración municipal. Sostuvo también, que se reforzaran los preceptos constitucionales, en lo referente a las reclamaciones de nulidad de las Cámaras, al estilo de Inglaterra. En 1909 luchó para que se extendiera a las elecciones de senadores, las facultades de la Comisión Revisora de Poderes. Esta idea fue aceptada en la ley electoral que se promulgó en 1914. En 1909, también, contribuyó al mantenimiento del recurso de casación; pero no logró que se crearan dos salas en la Corte para hacer fructífera labor y fue de opinión que se vuelva sobre esta materia, que haya dos salas de Corte Suprema.
Se preocupó también de la protección a la Marina Mercante Nacional, por medio de primas moderadas, especiales para favorecer el pequeño cabotaje en Chile, la entrada a los ríos navegables, los viajes a territorios poco explorados en el sur, itinerarios fijos y otros, y por el establecimiento de línea transatlántica nacional que llevara productos fuera del territorio. Fue proyecto suyo también, el que favoreció a la industria del fierro, y que se dejara al dominio del Estado una parte de los yacimientos de fierro del país, lo que valorizaría los yacimientos que estaban en poder de particulares e impediría monopolios futuros en manos de extranjeros y dejaría en poder del fisco una riqueza de consideración. Fue elegido como senador por O'Higgins, por el periodo 1915-1921.
Paralelamente, en 1910 fue designado como delegado de Chile a las fiestas del Centenario de la Independencia de Argentina. En la sesión solemne del Congreso argentino tuvo la ocasión de hablar en nombre y representación del Senado de Chile.
Falleció en Santiago, el 14 de junio de 1931.